# 砷生物化学
砷生物化学是指利用砷及其化合物（如砷酸盐）的生物化学过程。砷在地壳中丰度属中等。尽管砷的化合物毒性很强，许多生物都能产生、代谢各种无机和有机砷化物。砷和其他元素（例如硒）一样有利有弊。有些地下蓄水层含有有毒砷化物，可能经由生化过程影响数百万人，

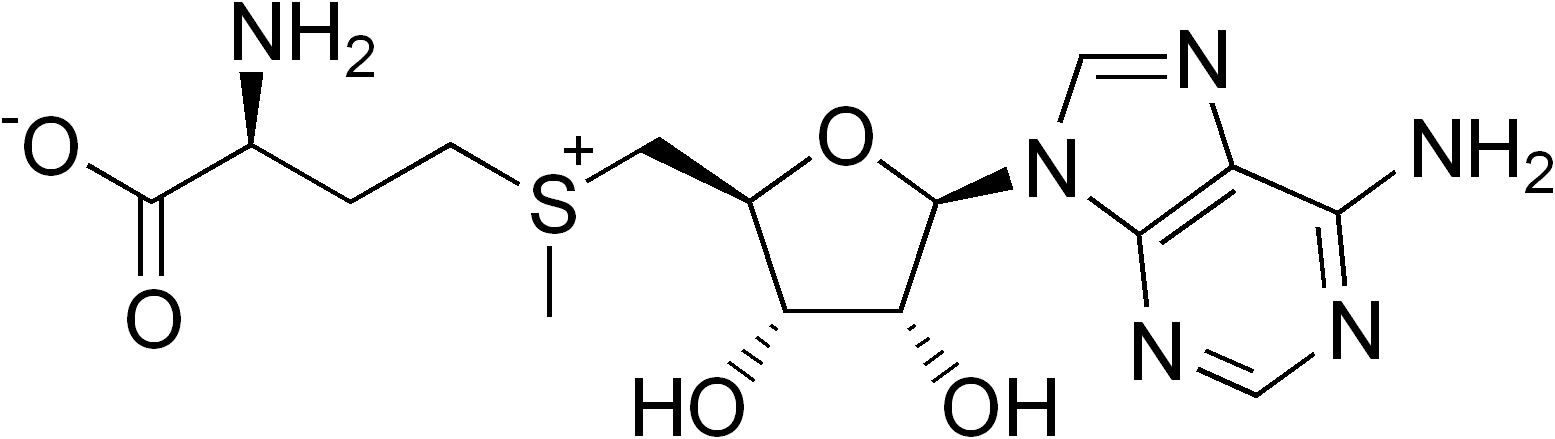
S-腺苷甲硫氨酸是很多由生物合成的砷化物的甲基来源

砷生物化学因此受到关注。

## 砷化物来源

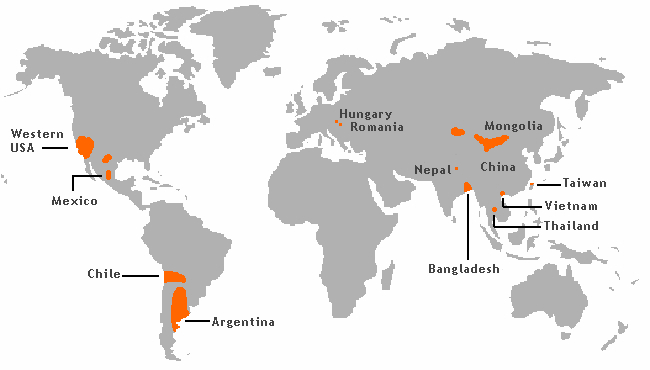
砷污染是由地下水中自然存在的砷导致的全球性问题

### 自然界存在的砷化合物
有经过评审的文献证实，低于生物在环境中正常接触量的痕量砷可能是有益的营养素。
自然界中的有机砷化合物有砷甜菜碱和砷胆碱，存在于许多海洋生物中。一些含砷的核苷（核糖衍生物）也已发现。其中一些有机砷化合物由甲基化过程产生，如霉菌短帚霉在有无机砷的环境下会产生大量恶臭的三甲基胂。一些海产品（如鱼类和海藻）中含有砷甜菜碱，蘑菇中的含量更高。砷的人均摄入量为每天10到50微克，食用鱼类或海藻之后可增至每天1000微克，但由于砷甜菜碱几乎无毒，吃鱼并没有危险。

几种自然界中典型的有机砷化合物
砷甜菜碱是自然界中最常见的有机砷化合物之一。以CH2OH取代COOH后得到的砷胆碱也很常见
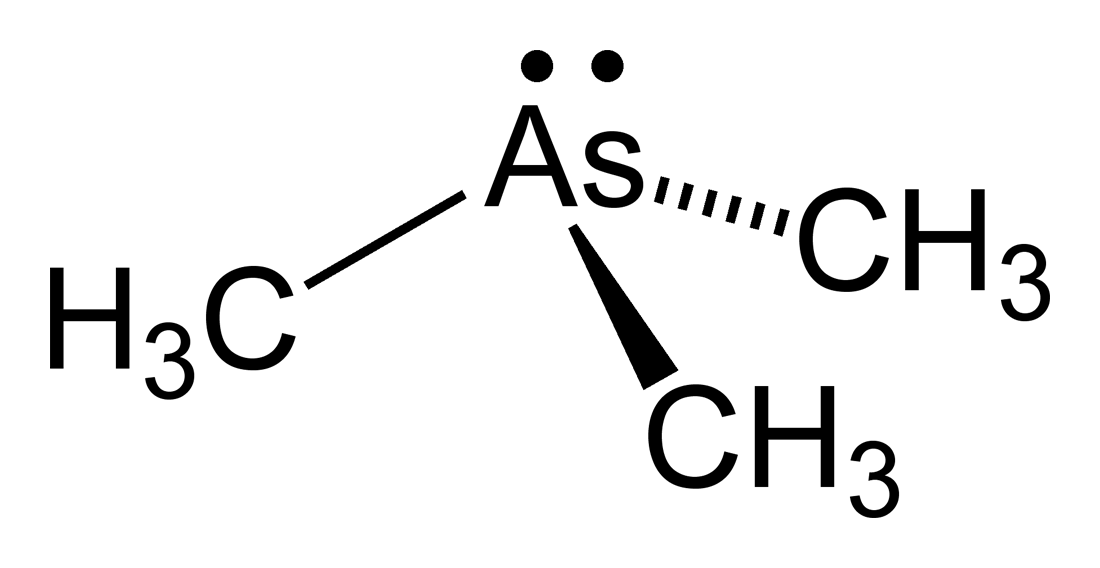
三甲基胂由砷酸盐衍生物颜料经微生物作用产生
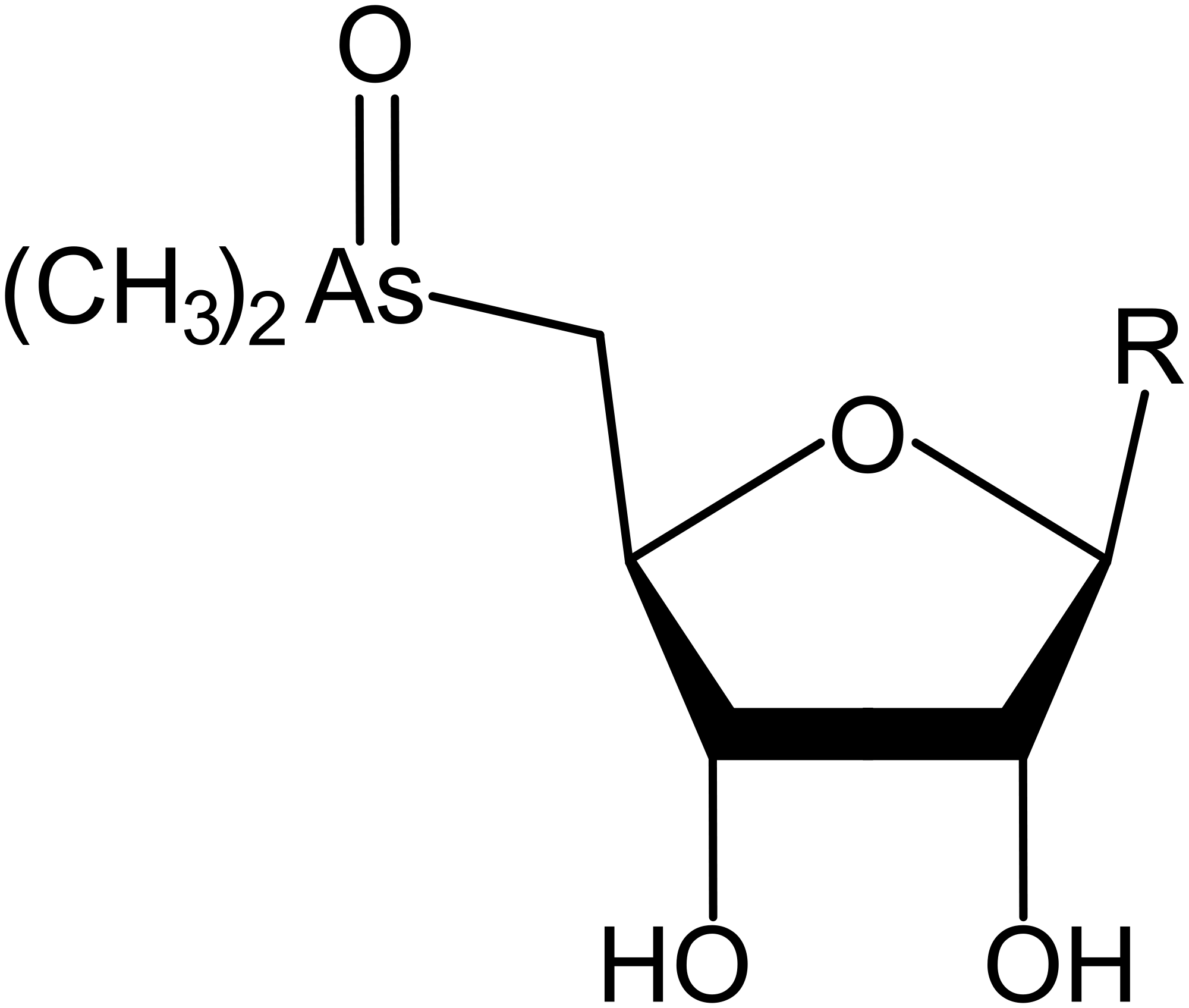
含砷核糖衍生物（R 可以是几种官能团）

曾广泛用于墙纸的含砷绿色颜料（如舍勒绿、巴黎绿等）。這些顏料因其臭味和毒性而受到关注。意大利医师高西欧指出臭味来自霉菌等微生物对砷的作用，因此这种臭味被命名为“高西欧气”。查林杰（英語：Challenger）证实高西欧气就是三甲基胂。这是一种恶臭的有机砷化合物，通常由无机砷底物经微生物作用产生。
五价砷因为容易还原成三价，所以在地球形成初期可能被生物用作电子受体。在溶解有大量无机砷的湖泊里生长着耐砷生物群。虽然磷酸根和砷酸根结构相似，但卻没有证据表明在DNA或RNA中砷能取代磷。

### 人类产生的砷化合物
人类产生的砷化合物和自然界中的一样，主要是砷的氧化物和含氧酸根，来源包括矿区废水和畜禽养殖场。例如许多矿石（尤其是硫化物）含有砷，煅烧时砷化物转变为高温下易挥发的三氧化二砷，然后排入大气。畜禽养殖场在饲料中大量使用抗生素洛克沙砷。一些木材要用防腐剂砷酸铜进行处理。这些砷源影响下游生物的方式还不清楚，但可能为数众多，其中甲基化是最常被引述的途径。

#### 含砷药物
尽管人们很早就知道砷的毒性，或者说正因为如此，正规的药学和庸医对含砷药剂的使用已有历史，而且延续至21世纪。从19世纪至20世纪，市场上可以买到福勒溶液（一种有毒的亚砷酸钾溶液）。由德国化学家保罗·埃尔利希发现的有机砷化合物洒尔佛散是第一种合成的抗梅毒药剂，也可用于化疗。不过这种疗法有很多问题，会产生长期并发症，所以1943年前后终于被青霉素取代。
体外研究表明三氧化二砷（As2O3）能通过阻滞细胞周期和触发细胞死亡的方式抑制多发性骨髓瘤细胞的增生。这项研究成果显示三氧化二砷临床上可能对多发性骨髓瘤或白血病患者有效。FDA已经批准三氧化二砷用于治疗急性早幼粒细胞白血病（APL）。
甲基胂酸（CH3AsO(OH)2）是生产用于水稻和棉花的杀真菌剂田安（甲胂酸铁铵）的前体。苯胂酸（C6H5AsO(OH)2）的衍生物（包括洛克沙砷和对氨基苯胂酸）用作牲畜的饲料添加剂。因为会向环境中排放可溶性砷，这些用途有不少争议，生产方已主动要求美国FDA撤销这些药物的许可证。

## 砷的甲基化
无机砷及其化合物进入食物链后通过一系列甲基化过程逐步代谢。该甲基化过程通过交替的还原反应和氧化甲基化反应进行，即把五价砷还原为三价砷然后加上甲基（CH3）。虽然总体上这是一个解毒过程，但必须注意过程中多个甲基化步骤产生的中间产物可能增加砷的毒性。这是因为甲基胂能强效抑制谷胱甘肽过氧化物酶、谷胱甘肽还原酶、丙酮酸脱氢酶和硫氧还蛋白还原酶。

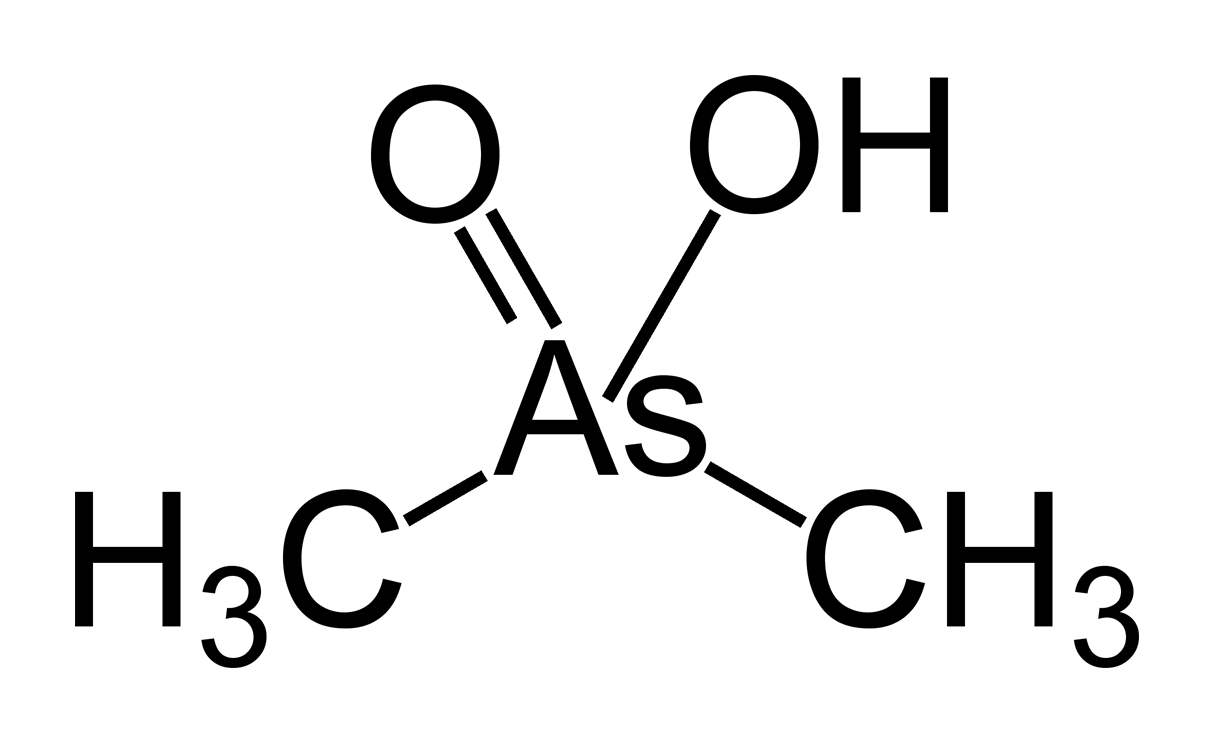
摄入砷后在肝脏中形成的二甲基胂酸

哺乳动物中砷的甲基化在肝脏发生，由砷甲基转移酶（As3MT）完成，生成含有一到两个甲基的砷化合物，其中砷的氧化态有+3和+5。已知甲基来自甲硫氨酸，有实验研究证实抑制S-腺苷甲硫氨酸（SAM）代谢途径能明显降低砷的甲基化水平，这表明SAM发挥了作用。
进入人体的砷有两种形式：三价砷和五价砷。三价砷通过水通道蛋白 7和9（一种水甘油通道蛋白）进入细胞，而五价砷则借助磷酸盐转运蛋白进入细胞。嘌呤核苷磷酸化酶可将五价砷还原为三价砷，这一步属生物活化反应，因为三价砷虽然毒性更强，但更容易甲基化。
无机砷化合物有两种甲基化途径。第一种方式利用砷甲基转移酶Cyt19使三价砷甲基化，成为五价砷化合物甲基胂酸（CH3AsO(OH)2）。然后GSTO1酶再把它转化为三价砷化合物甲基亚胂酸（CH3As(OH)2）。这种化合物再由砷甲基转移酶Cyt19甲基化形成五价砷化合物二甲基胂酸（(CH3)2AsOH），并由GSTO1酶转化为三价砷化合物二甲基砷酸（CH3)2As(O)OH）。第二种方式利用谷胱甘肽（GSH）将三价砷转化为As(GS)3复合物，然后砷甲基转移酶Cyt19给它加上一个甲基，变为单甲基胂(III)GS复合物，这和前面的甲基亚胂酸形成平衡。砷甲基转移酶Cyt19可再将单甲基胂(III)GS复合物甲基化为二甲基胂GS复合物，后者与二甲基亚胂酸达到平衡。不管有一个还是两个甲基的砷化合物都容易从尿液中排出。但研究表明单甲基胂化合物更活泼，对人肝脏细胞、皮肤里的角质形成细胞和支气管上皮细胞毒性更强。
哺乳动物中甲基化由砷甲基转移酶（As3MT）催化，该酶把辅酶S-腺苷甲硫氨酸（SAM）中的甲基转移到三价砷上。细菌中发现了As3MT的同源酶CmArsM。有实验测出了该酶的三种状态（无配体、与三价砷结合、与SAM结合）。酶的位点通常用半胱氨酸（Cys）的巯基与三价砷结合，催化反应的巯基来自Cys72，Cys174和Cys224。在SN2反应中，SAM硫原子上的正电荷吸引甲基碳原子上的电子，随后碳原子和砷的孤对电子相互作用，形成砷-碳键，SAM则变成了S-腺苷高半胱氨酸（SAH）。
动物和人体试验研究表明无机砷及其甲基化代谢物都能通过胎盘进入胎儿，但有证据显示在怀孕期间甲基化作用有所增强，这能很好地保护胎儿。

### 排泄
人体主要经尿液排泄大多数砷化合物。无机砷的生物半衰期约为4天，但砷酸盐的半衰期比亚砷酸盐稍短。人体接触无机砷后，尿液中的主要代谢物是单甲基砷酸和二甲基砷酸，还有部分未被代谢的无机砷。
砷在排泄前主要由Nrf2进行生物转化。正常情况下Nrf2与Kelch样环氧氯丙烷相关蛋白-1（Keap1）结合，没有活性。细胞吸收砷后发生反应生成活性氧（ROS），使Nrf2分离并激活。Keap1有活泼的巯基，能与活性氧或亲电的三价砷化合物（如甲基胂）结合，并释放Nrf2。Nrf2通过细胞质进入细胞核，激活抗氧化反应原件（ARE）和亲电反应元件（EpRE），产生更多抗氧化蛋白。其中特别值得一提的有血红素加氧酶-1（[HO-1]）、NAD(P)H泛醌氧化还原酶1（NQO1）和γ-谷氨酰半胱氨酸合成酶（γGCS）。它们共同减少活性氧类物质（如过氧化氢），降低细胞氧化应激水平。γGCS增加会促进As(SG)3生成，后者由多药相关蛋白1（MRP1）或多药相关蛋白2（MRP1）吸收并排出细胞，进入胆汁排泄。需要指出，As(SG)3也能分解为无机砷。

## 砷的毒性
全世界都有砷致死的情况发生。砷还会导致心脏、呼吸道、胃肠道、肝脏、神经和肾脏疾病。
砷影响细胞寿命的机理是通过和辅酶硫辛酸结合，抑制关键代谢酶丙酮酸脱氢酶（PDH）复合物。PDH复合物是催化NAD+将丙酮酸氧化为乙酰辅酶A的酶。该酶受抑制后，细胞的能量系统便遭扰乱，这会引发细胞凋亡。从生物化学角度看，砷阻碍硫胺素的利用，导致临床上类似硫胺素缺乏的症状。砷中毒还会使乳酸水平上升，引起乳酸中毒。砷的基因毒性体现在抑制DNA修复并导致DNA甲基化。砷的致癌效应源于其带来的氧化应激。
砷的高毒性自然使人们发展出多种利用砷化合物的化学武器（如氯化二甲基胂），特别是在一战中。面对这些威胁，人们研究了砷的解毒剂，增进了对砷化合物和生物相互作用的了解。解毒剂二巯基丙醇便是研究成果之一。很多这样的解毒剂都利用了三价砷对巯基配体的亲和性，这使剧毒的有机砷化合物转化为低毒衍生物，因为一般认为砷通过和蛋白质中关键的半胱氨酸残基结合来抑制其活性。

### 五价砷的毒性
由于结构和性质相似，砷酸根在许多代谢途径中都能取代磷酸基团。但与磷酸在糖酵解中起重要作用不同，砷酸会使ATP合成解偶联。 体外实验表明，砷能与葡萄糖反应生成葡萄糖-6-砷酸，因此在糖酵解过程中可能抑制己糖激酶。另有实验证实亚线粒体颗粒在有琥珀酸供能时能由ADP和砷酸合成ADP-砷酸，但后者迅速水解。与ATP水解需要酶催化不同，ADP-砷酸的水解不是酶促反应。当有足够的己糖激酶时，相当数量的ADP-砷酸形成后与葡萄糖反应生成葡萄糖-6-砷酸酯和ADP。这个反应生成的葡萄糖-6-砷酸酯也会发生水解。这些都是砷酸盐使氧化磷酸化解偶联的机制。

### 三价砷的毒性
含有巯基（硫醇基）官能团的酶和受体容易成为三价砷代谢物的目标。这些含硫化合物通常是谷胱甘肽或半胱氨酸。它们与三价砷代谢物的亲和性高于五价砷代谢物。二者结合后会抑制某些代谢途径的活性。例如，当丙酮酸脱氢酶（PDH）的辅酶硫辛酸中的巯基与甲基亚砷酸结合时就会被抑制。PDH催化丙酮酸生成乙酰辅酶A的反应，所以抑制PDH最终会限制电子传递链中ATP的生成和糖异生中间产物的生成。

### 氧化应激
砷能通过形成活性氧（ROS）和活性氮（RNS）造成氧化应激。活性氧由NADPH氧化酶产生，这种酶把电子从NADPH转移到氧气上，形成超氧化物。这是一种活泼的自由基，能反应生成过氧化氢和活性氧。有砷存在时，负责电子转移的p22phax亚基活性增强，所以NADPH氧化酶能产生更多活性氧。活性氧能使内质网产生应激，增加未折叠蛋白的反应信号量，导致发炎、细胞增殖，最后使细胞死亡。另外，活性氧还能通过使细胞骨架重排，影响收缩蛋白的方式导致细胞死亡。
一旦活性氧破坏线粒体，活性氮就产生了，这是砷中毒破坏DNA的原因。已知线粒体的破坏会导致超氧化物与一氧化氮反应，释放出活性氮。一氧化氮原是细胞调节系统（包括代谢、生长、分裂、死亡）的一部分，但它会和活性氧反应生成過氧化亞硝酸鹽。长期接触砷后，一氧化氮在与超氧化物的反应中用尽。虽然一氧化氮合酶（NOS）能由精氨酸合成一氧化氮，但單甲基化砷會抑制该酶，阻止一氧化氮合成。

### DNA损伤
有报告指出砷会引起诸如非整倍体、小核形成、染色体异常、删除突变、姐妹分体交换以及DNA与蛋白质交联。有研究证明虽然砷不直接作用于DNA，是一种弱突变原，但它会增强其他致癌物质导致突变的能力。比如，人类和其他哺乳动物细胞在接触紫外线后再接触砷，二者的协同致突变性就会增加。一系列实验观察显示砷的基因毒性主要和其在生物转化中产生的活性氧（ROS）有关。生成的活性氧会产生DNA加合，DNA链断裂、交联以及染色体异常。DNA碱基的改变，特别是使G:C对突变为T:A对的8-氧鸟嘌呤，会造成氧化损伤。无机砷即使在低浓度时也会导致DNA链断裂。

#### 抑制DNA修复
抑制DNA修复据信是无机砷产生基因毒性的主要机理之一。与砷接触后产生的活性氧造成的DNA碱基损伤需由核苷酸切除修复（NER）和碱基切除修复（BER）两种过程修复。具体来说，NER机制是修复DNA双螺旋中大块变形的主要途径，而BER机制则主要修复活性氧导致的单链断裂，不过无机砷也可抑制BER机制。

### 免疫紊乱
砷会严重伤害先天和后天免疫系统。在内质网应激中，当未折叠和错误折叠的蛋白质过量时，未折叠蛋白反应（UPR）就会激活，以增强一些负责恢复稳态的受体活性。如肌醇需求酶-1（IRE-1）和RNA依赖的蛋白激酶样内质网激酶（PERK）就是两种限制翻译速率的受体。此外，由激活转录因子6（ATF6）产生的分子伴侣会修复未折叠蛋白。如果出错的蛋白质数量上升，下一步机制会激活，并使细胞凋亡。有证据显示砷能增强这些蛋白质传感器的活性。
幼童接触砷后其辅助T细胞CD4受体与细胞毒性T细胞CD8受体的比例会失调，这会引起免疫抑制。另外砷也能增加巨噬细胞分泌的炎症分子数量。粒细胞和单核细胞数过多会导致慢性炎症，并有可能致癌。

## 砷中毒的治疗
有三种能与砷结合的螯合剂分子：二巯基丙醇（BAL）、二巯基丁二酸（DMSA）和2,3-二巯基丙磺酸（DMPS）。
因为这些试剂是有机螯合剂，无机砷与它们螯合后，会转化成有机砷。砷与螯合剂的作用部位是巯基中的硫原子，这是因为巯基是亲核体而砷原子是亲电体。砷与螯合剂分子结合后就能排泄出来，这样原本游离态的无机砷原子就能从体内排出。
DMSA和DMPS比BAL的治疗指数更高，也可使用其他螯合剂，但比上述三者的副作用更多。
这些药物对急性砷中毒（即砷中毒后立即产生的效应，如常见的头痛、呕吐、出汗等）有效。相比之下，慢性中毒效应（如器官损伤）出现时间较晚，且难以预测。这些效应出现后再进行防治通常为时已晚，因此急性中毒效应出现后应立刻采取措施。